# هوندا سي أر أف 450 أر
هوندا سي أر أف 450 أر (بالإنجليزية: Honda CRF450R)‏ عبارة عن دراجة نارية موتوكروس للسباقات رباعية الأشواط صنعتها شركة هوندا موتورز. وهي خليفة هوندا سي أر 250 أر ثنائي الأشواط.